# Cine-Ojo

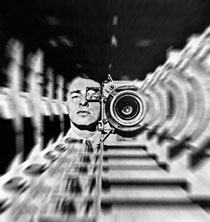
Cine Ojo de Vértov

El Cine Ojo ( llamado en ruso: Кино́ки, Kinoki, literalmente: 'ojos de cine' o 'ojos cinematográficos') es una teoría creada por Dziga Vértov, un documentalista soviético y fundador del noticiario Kinopravda traducido en español como 'Verdad cinematográfica', en la década del 1920 el cual se van basó sobre todo en el documentalista Vértov. En 1919, Vértov y Yelizaveta Svílova crearon el grupo junto con otros jóvenes cineastas. En 1922, también se incorporó el hermano de Vértov, Mijaíl Kaufman, el que publicó varios manifiestos con Vértov en revistas de vanguardia que aclaraban las posiciones de los Kinoki.
El grupo de jóvenes cineastas rechazó el cine denominado como "escenificado" basado en estrellas, tramas y rodaje en estudio. Insistieron en que el cine finalmente evolucionaría hacia el cine de hecho, es decir, los telediarios que grababan la realidad. Vértov defendió el valor de la cámara por delante del ojo humano, afirmando que la lente de la máquina fotográfica era un artilugio que podía perfeccionarse infinitamente por la comprensión del mundo a través de organizar el caos visual en una imagen coherente. Asimismo Vértov aclaró que los principios de los Kinoki se basaban en un método de desciframiento comunista del mundo, y consideraban que el marxismo era la única herramienta objetiva capaz de analizar la realidad del momento.
La obra más aclamada del grupo de los Kinoki es la que lleva como título: El hombre de la cámara hecha en el 1929, en esta glorificaba el trabajo del cineasta, la realización de las películas y presentaba a los operadores como héroes populares. Para realizar la película, Vértov utilizó la cámara oculta y también la iluminación natural.

## Características
La finalidad de los Kinoki fue conseguir una objetividad total en la captación de las imágenes, pero sin preparación previa. Por eso, rechaza elementos como el guion, la puesta en escena y, por último, los actores profesionales. Se utilizó simplemente el montaje por tal de unificar los fragmentos extraídos de la realidad.
Las bases de los Kinoki son una actitud filosófica antes que una proposición técnica que tiene como finalidad captar los eventos de la vida cotidiana a partir de los métodos más sencillos para el rodaje de las películas.

## Otras películas de los Kinoki[4]
- Kinonedelia nr. 1 / 3 / 5 / 33 (1918-1919) - Dziga Vértov
- Kinopravda (1922-1924) - Dziga Vértov
- Soviétskie igrushki ("Juguetes soviéticos") (1924) - Dziga Vértov
- Veliki put' ("El gran camino") (1927) - Esfir Shub
- Strekozá y muravéi ("La hormiga y cigarra") (1911) - Vladislav Starévich
- Kitái v ogné ("China en llamas") (1925) - Vladislav Starévich
- Samoedski málchik ("Chico samoyedo") (1928) - Vladislav Starévich
- Katok ("Pista de hielo") (1927) - Nikolái Bartram
- Grozny Vavila y tiotka Arina ("El temible Vavila y la tía Arina") (1928) - Nikolái Jodatáiev
- Odná iz mnóguij ("Una de muchas") (1927) - Nikolái Jodatáiev
- Búdem zorki ("Estemos en alerta") (1927) - Nikolái Jodatáiev

## Directores del cine-ojo
- Dziga Vértov
- Esfir Shub
- Vladislav Starévich
- Nikolái Bartram
- Nikolái Jodatáiev